# George Alexander Hoskins
George Alexander Hoskins (* 1802; † 21. November 1863 in Rom) war ein britischer Reisender, Antikensammler und Künstler.

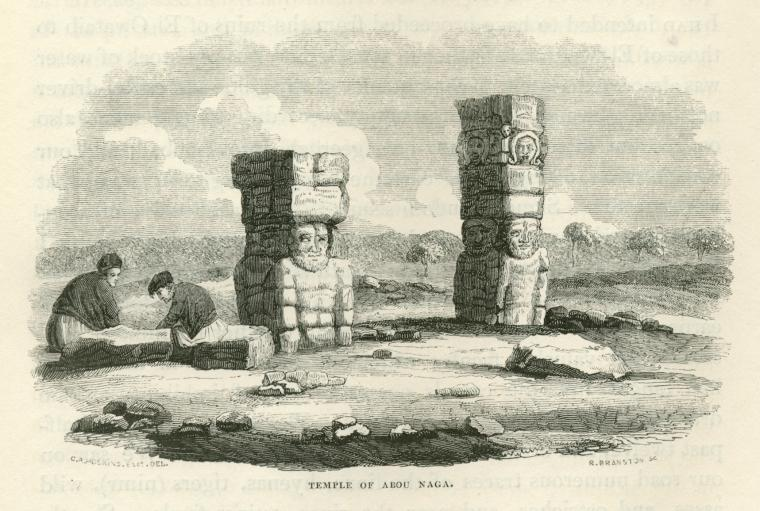
Tempel von Abou Naga

George Alexander Hoskins war der zweite Sohn von George Hoskins und Mary Alison. 1839 heiratete er Mary Thornton. Er bereiste Ägypten zweimal. In den 1830er Jahren bereiste er Ägypten beziehungsweise Nubien und Äthiopien. 1832 bis 1833 arbeitete er zusammen mit Robert Hay in Qurna (Luxor) und in der Senke al-Charga. 1860 bis 1861 bereiste er Ägypten erneut. Sein bedeutendstes Werk, drei Bände Zeichnungen, die er zusammen mit Luchese Bandoni anfertigte, befindet sich heute im Griffith Institute in Oxford. Am Ende seines Lebens galt sein Interesse der britischen und europäischen Gefängnisreformbewegung.

## Schriften
- Travels in Ethiopia, above the second cataract of the Nile. Exhibiting the state of that country, and its various inhabitants, under the dominion of Mohammed Ali, and illustrating the antiquities, arts, and history of the ancient kingdom of Meroe. With a map, and 90 illustrations of the temples, pyramids, etc. of Meroe, Gibel-el-Birkel, Solib, etc., from drawings finished on the spot, by the author and an artist, whom he employed. Rees / Orme / Brown / Green & Longman, London 1835 (Digitalisat MDZ urn:nbn:de:bvb:12-bsb10366655-7).
- Visit to the Great Oasis of the Libyan desert. With an account of the Oasis of Amun and the other Oases under the dominion of the pasha of Egypt. With a map and twenty plates illustrating the temples. Rees / Orme / Brown / Green & Longman, London 1837.
- A Winter in Upper and Lower Egypt. Hurst & Blackett, London 1863.